# Masurca

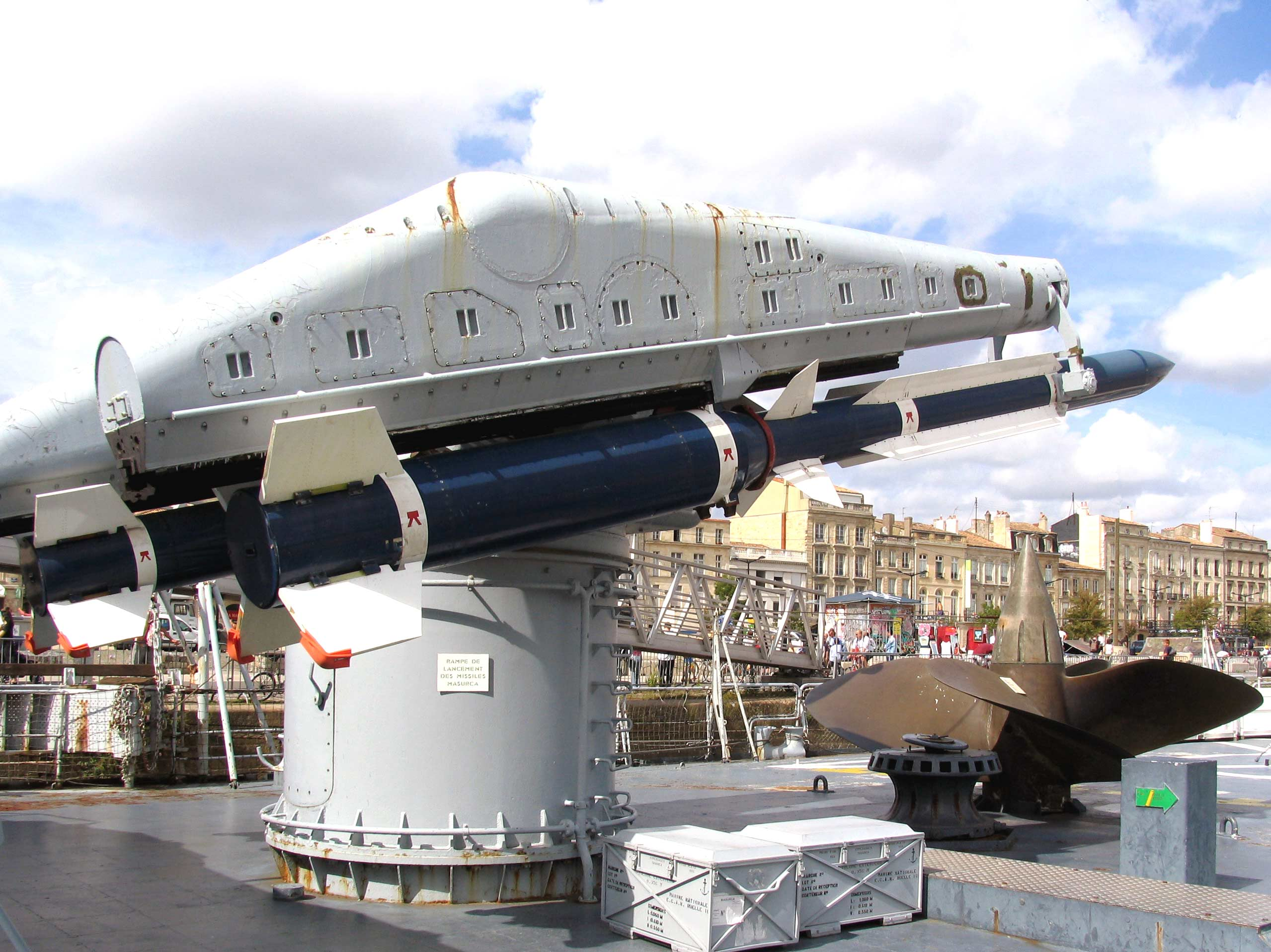

MASURCA (фр. MArine SURface Contre-Avions — Морской надводный противовоздушный комплекс) — морской зенитный ракетный комплекс средней дальности, разработанный ВМФ Франции в конце 1960-х годов. Разрабатывался как основное средство противовоздушной обороны французского флота. Из-за больших габаритов комплекса и получения французским флотом американского ЗРК RIM-24 Tartar, программа масштабного развёртывания ЗРК «Masurca» была отменена, и комплекс был установлен всего на трёх кораблях. Никогда не применялся в боевых действиях. Снят с вооружения вместе со списанием последнего носителя в 2009 году.

## История
В 1948 году Франция, преследуя политические цели, начала разработку ряда амбициозных программ перевооружения, в частности — создания собственного морского управляемого ракетного оружия. Были инициированы три программы:
- MALAFON (фр. MArine LAtécoère FONd) — противолодочная управляемая ракета-торпеда фирмы L’Atécoère
- MALAFACE (Late-258) - ударный противокорабельный беспилотник многоразового применения
- MASURCA — зенитная ракета для защиты кораблей флота

Франция уже имела некоторый опыт в разработке ЗРК в ходе программы «Maruca», разработанной на базе германской трофейной ЗУР Henschel Hs 117 Schmetterling. Хотя работы по программе «Maruca» и не были завершены из-за морального устаревания ракеты, они дали французским конструкторам ценный опыт разработки.
В 1955 году ECAN de Ruelle сформулировала требования к новой ракете. Она должна была стать дальнобойным твердотопливным снарядом с радиолокационным наведением, предназначенным для пусков с кораблей на дальности до 50 км. Первые испытательные пуски новой ракеты состоялись в 1960 году, однако множество выявившихся технических проблем привели к тому, что потребовалось ещё более 50 запусков, до того момента как ракета была признана, наконец, боеспособной в 1968 году, спустя почти 20 лет после начала разработки. Значительную помощь в завершении программы оказали США, предоставившие материалы по программе RIM-2 Terrier.

## Техническое описание

### Ракета
«Masurca» была достаточно крупной, двухступенчатой твердотопливной ракетой с развитым хвостовым оперением. Её полная длина с учётом ускорителя достигала 8,6 метров при диаметре корпуса 406 мм и массе 2098 кг (950 кг масса ракеты и 1048 кг — стартового ускорителя). Базовые версии Mod 1 и Mod 2 использовали наведение "по лучу", т.е. двигались в узком луче радара сопровождения цели. Версия Mod 3 использовала полуактивную головку самонаведения, наводившуюся на отраженный от цели сигнал корабельного радара DRBR-51. Интересным достоинством ракеты было наличие инерциального автопилота на маршевом участке, позволявшего запускать ракету до того, как цель будет взята на сопровождение радаром.
Ракета состояла из двух ступеней, соединённых пироболтами, игравшими роль не только разделителей ступеней, но и воспламенителей второй ступени после завершения работы первой. Радиус действия ракеты составлял порядка 55 км. Твердотопливный ускоритель работал в течение примерно 5 секунд, придавая почти двухтонной ракете скорость в 800 м/с. Максимальная скорость ракеты, после полного выгорания топлива, составляла порядка 3 Маха.
Ракета несла очень крупную для того времени осколочно-фугасную боевую часть массой в 100 кг. Предполагалось, что широкий радиус разлёта осколков столь мощного заряда сможет эффективно поразить самолёт противника даже в случае значительного промаха ракеты. Боевая часть приводилась в действие радиовзрывателем.

### Пусковой комплекс
Весь ракетный комплекс состоял из:
1. Двухбалочной пусковой установки, массой более 40 тонн, рассчитанной на две ракеты
2. Автоматического зарядного устройства
3. Секции предстартовой подготовки ракет (нуждавшихся в ручной установке крыльев и стабилизаторов перед подачей на пусковую)
4. Горизонтального зарядного магазина на 17 готовых к запуску ракет
5. Арсенала хранения разобранных ракет
6. Двух радаров сопровождения цели DRBR-51 (каждый имел две антенны, одну для сопровождения, другую для подсветки цели для ракеты Mod 3 и выдачи целеуказния ракете Mod 2)
7. Радара общего обнаружения DRBI-23
8. Вычислителя SENIT 2

Полный боезапас комплекса составлял 48 ракет, его общая масса (всех элементов) составляла порядка 450 тонн. Значительные размеры комплекса сильно ограничили его распространение, так как ВМФ Франции в 1960-х не мог позволить себе строительство флота крупных кораблей.

### Процедура применения
Большая часть корабельного боезапаса хранилась в разобранном виде, с отстыкованными ускорителями. При необходимости пополнения зарядного магазина, ракеты извлекались из арсенала, собирались, и подавались в зарядный магазин на транспортных тележках. Сборка ракет была длительным и сложным мероприятием: из-за повышенной хрупкости применявшихся керамических компонентов, сборка одной ракеты занимала почти два часа.
В зарядном магазине ракеты хранились горизонтально на стеллажах, двумя рядами, со снятым для экономии места оперением. Всего имелось 17 ячеек под ракеты (формально 18, но одну ячейку всегда оставляли свободной и использовали для техобслуживания боеприпасов).
По тревоге, механическая система подачи извлекала ракету со стеллажа и передавала в секцию предстартовой подготовки. Там механики устанавливали на ракету оперение, и гидравлическая система по направляющим подавала ракету на балку пусковой установки.
Воздушные цели обнаруживались радаром DRBI-23, и брались на сопровождение радарами DRBR-51. Наличие двух РЛС сопровождения DRBR-51 позволяло одному кораблю одновременно обстрелять две цели. Важным преимуществом комплекса являлось наличие на ракете инерциального автопилота, автоматически удерживавшего ее на курсе на маршевом участке. За счет этого появлялась возможность увеличить темпы стрельбы (т.к. не надо было дожидаться, пока первые запущенные ракеты поразят цели), и запускать ракеты раньше, чем цели будут взяты на сопровождение DRBR-51, уменьшая время реакции и позволяя добиться максимального радиуса действия. Однако, перезарядка комплекса была медленным и сложным процессом из-за больших размеров ракет.
- Ракета Mod 2 использовала простое наведение "по лучу", двигаясь в сторону цели вдоль узкого луча радара.
- Ракета Mod 3 использовала полуактивное наведение, наводясь на отраженный от цели луч радара. При этом инерциальный автопилот направлял ракету вверх по частично-баллистической траектории, что позволяло увеличить дистанцию пуска и обеспечивало ракете пикирование на цель.

## Развёртывание
Изначально ВМФ Франции планировал построить 6 эсминцев, оснащённых ЗРК «Masurca», для прикрытия своих авианосцев типа «Клемансо». Но большие габариты комплекса, требующие для его развёртывания крупных кораблей водоизмещением свыше 5000 тонн, вынудили сократить заказ. Затянувшаяся разработка привела к тому, что в бюджете 1960 года были оговорены лишь 3 зенитных ракетных комплекса для проектируемых эсминцев типа «Сюффрен».
Покупка в США для вооружения авианосцев 42 истребителей-перехватчиков Vought F-8 Crusader привела к очередному сокращению заказа. Третий эсминец проекта «Сюффрен» был отменен.
После того, как план строительства эсминцев был сокращён до двух единиц, флот экстренно принял решение установить «освободившийся» комплекс на крейсер «Кольбер». Предполагалось также вооружить ракетами крейсер-вертолетоносец «Жанна д’Арк», но в итоге этот проект был отменён в пользу постройки серии фрегатов, вооружённых компактным американским ЗРК RIM-24 Tartar.
Три корабля с ЗРК «Masurca» составляли основу дальнего прикрытия французских авианосцев, участвуя во многих конфликтах, но никогда не применяясь в боевых действиях до списания в 2009 году.